# Borowiczka niebieszczejąca

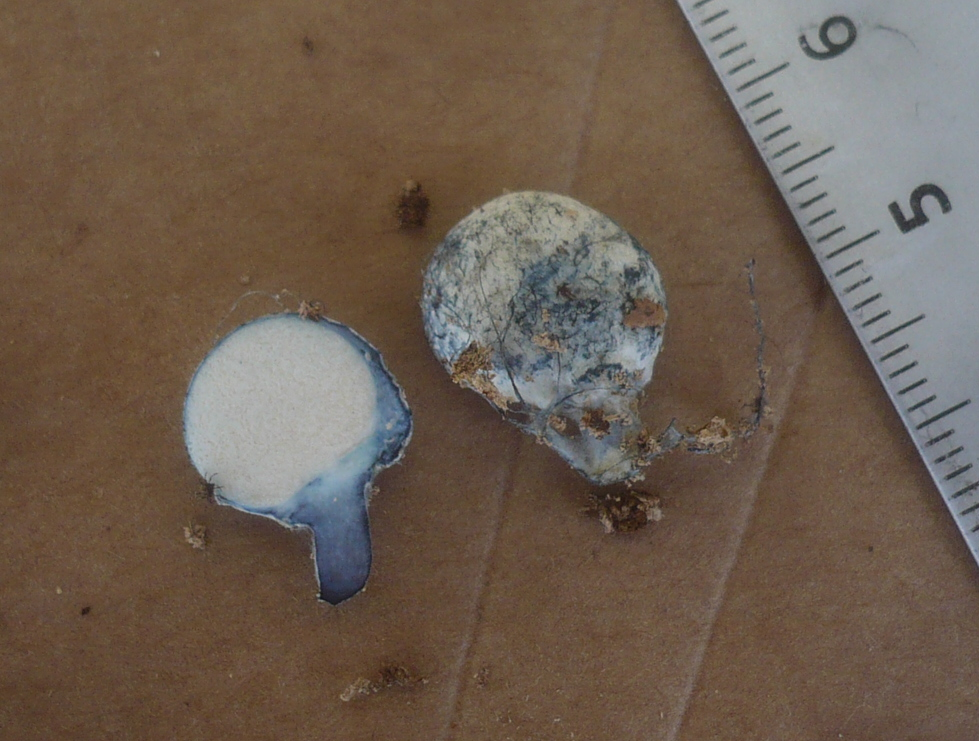

Borowiczka niebieszczejąca (Chamonixia caespitosa Rolland) – gatunek grzybów z rodziny borowikowatych (Boletaceae).

## Systematyka i nazewnictwo
Pozycja w klasyfikacji: Chamonixia, Boletaceae, Boletales, Agaricomycetidae, Agaricomycetes, Agaricomycotina, Basidiomycota, Fungi (według Index Fungorum).
Po raz pierwszy opisał go 1889 r. Léon Louis Rolland Synonimy:
- Hymenogaster caespitosus (Rolland) Soehner 1924
- Leccinum caespitosum (Rolland) M. Kuo & B. Ortiz 2019[2].

Polską nazwę zaproponował Władysław Wojewoda w 2003 r.

## Morfologia
Owocniki
Bulwiaste lub nieco kuliste z niewielkim trzonem. Powierzchnia wełnista, filcowata, miejscami popękana. Przez pęknięcia widoczne są wewnętrzne warstwy perydium o grubości 0,1–0,2 mm. Są białawe, kremowe lub ochrowe. Po uszkodzeniu szybko stają się niebieskie, a po wysuszeniu mają barwę od zielonkawej do ochrowej. W gąbczastej i labiryntowatej glebie jest biaława kolumella wyrastająca z podstawy owocnika. Kontekst po uszkodzeniu również zmienia barwę na niebieską.
Cechy mikroskopowe
Ściana dwuwarstwowa. Ściana wewnętrzna zbudowana z pseudoparenchymatycznych strzępek o okrągłych, elipsoidalnych lub prostopadłościennych komórkach. Mają hialinowe ściany i rozmiary 10–43 × 7–28 Ściana zewnętrzna również plektenchymatyczna, zbudowana z żółtawych strzępek o długości 13–28 μm i średnicy 7–13 μm. Podstawki maczugowate, cienkościenne, hialinowe, przeważnie 4-zarodnikowe, ale wyjątkowo zdarzają się z 5–7 sterygmami. Mają rozmiar 37–45 × 16–20 μm. Brak cystyd i sprzążek. Sterylne elementy są cienkościenne i hialinowe, szeroko maczugowate do niemal cylindrycznych, krótsze od podstawek. Strzępki tramy bez sprzążek, cienkościenne, przeważnie hialinowe, z rzadka żółtawe, o średnicy 3,5–7 μm. Większość jest ułożona równolegle, ale niektóre chaotycznie. Mają niezżelowane ściany, ale mogą być zanurzone w galaretowatej substancji.
Zarodniki
Wydłużone, elipsoidalne lub szeroko elipsoidalne, zwężające się ku podstawie, o wymiarach 16–23 × 12,5–16 μm, z centralnym, prostym i ściętym dzióbkiem. Powierzchnia szorstka i ziarnista z rzucającymi się w oczy, połączonymi, rzadko pojedynczymi grzbietami o grubości do 5 μm. Dzięki tym grzbietom zarodniki w widoku z przodu są gwiaździste, czasami jednak grzbiety są trudne do dostrzeżenia. Młode zarodniki są szkliste, dojrzałe mają barwę od żółtej do rudawobrązowej. Ściana młodych zarodników jest lekko dekstrynoidalna i silnie cyjanofilna.

## Występowanie i siedlisko
Podano występowanie borowiczki niebieszczejącej w kilku miejscach na zachodzie USA i w niektórych krajach Europy. Tu jej stanowiska skupione są w dwóch regionach: na Półwyspie Skandynawskim i w Europie Środkowej. W Polsce do 2008 r. znane było tylko jedno jej stanowisko: w 1923 r. w Karkonoszach. W opublikowanej w 2006 r. Czerwonej listy roślin i grzybów Polski otrzymała kategorię EX – wymarły lub zaginiony. W latach 2008 i 2009 znaleziono dwa stanowiska tego gatunku: jedno w Tatrach, drugie w Beskidzie Niskim. W późniejszych latach opublikowano kolejne stanowiska. Znajduje się na listach gatunków zagrożonych także w Czechach, Niemczech, Szwecji, Finlandii i Słowacji.
Grzyb podziemny występujący w górskich lasach.